# Stier (HSK 6)
Lo Stier fu un incrociatore ausiliario della Kriegsmarine che operò come nave corsara durante la seconda guerra mondiale. Conosciuta anche come HSK 6 (da Hilfskreuzer 6 - "incrociatore ausiliario 6"), Schiff 23 e col codice I, la nave venne costruita nel 1936 come nave da carico Cairo, ma fu convertita in corsara tra il 1941 e il 1942.
Lo Stier salpò per la sua prima e unica missione di guerra nel maggio 1942, e dopo aver forzato il passaggio del canale della Manica operò nell'oceano Atlantico centrale tra le coste del Sudamerica e quelle dell'Africa. Nel corso della sua carriera affondò solo quattro navi nemiche (il più basso risultato tra quelli ottenuti dalle navi corsare tedesche della seconda guerra mondiale), prima di cadere vittima della sua ultima preda: il 27 settembre 1942, infatti, lo Stier ingaggiò con il mercantile statunitense Stephen Hopkins un combattimento che si concluse con l'affondamento reciproco di entrambe le unità.

## Storia
Costruita nei cantieri della Germaniawerft di Kiel, la nave entrò in servizio nel 1936 come mercantile Cairo per conto della ditta di trasporti tedesca Atlas Levant Line; dopo lo scoppio della seconda guerra mondiale, nel novembre 1939 la nave fu requisita dalla Kriegsmarine che la adibì a funzioni di posamine e nave da trasporto in previsione dell'operazione Leone marino; dopo che l'operazione fu cancellata, nell'aprile 1942 si decise di convertire l'unità in incrociatore ausiliario e nave corsara. Con il nuovo nome di Stier, la nave fu dotata di un armamento composto da sei cannoni da 15 cm SK L/45, un impianto binato di mitragliere da 3,7 cm FlaK e quattro mitragliere singole da 2 cm FlaK antiaerei, armi tutte opportunamente nascoste e camuffate in modo da far apparire l'unità come un innocuo mercantile; vi erano anche due tubi lanciasiluri da 533 mm in posizione sotto la linea di galleggiamento, mentre le stive potevano ospitare due idrovolanti da ricognizione Arado Ar 231 calabili in acqua tramite gru.
Lo Stier lasciò Kiel il 9 maggio 1942 agli ordini del Fregattenkapitän Horst Gerlach, e dopo aver fatto tappa a Rotterdam il 14 maggio diresse sotto forte scorta per entrare in oceano Atlantico via canale della Manica; nel passaggio attraverso lo stretto di Dover la formazione tedesca fu attaccata da motosiluranti britanniche: lo Stier sfuggì indenne, ma le torpediniere Seeadler e Iltis che lo scortavano furono silurate e affondate, unitamente alla motosilurante britannica MTB 220.
Dopo aver fatto sosta a Bordeaux, verso la fine di maggio lo Stier si inoltrò nell'Atlantico centrale lungo la rotta Africa-Sudamerica e fece la sua prima vittima il 4 giugno, quando fermò e colò a picco il mercantile britannico Gemstone al largo dell'arcipelago brasiliano di Fernando de Noronha. Il 6 giugno seguente, dopo un lungo inseguimento e un intenso scambio a fuoco, lo Stier riuscì a intercettare e colare a picco la petroliera Stanvac Calcutta battente bandiera panamense, ma nessun altro successo fu fatto registrare dalla corsara fino al 9 agosto seguente, quando affondò il mercantile britannico Dalhousie; per breve tempo si affiancò alla nave corsara connazionale Michel, salvo tornare a operare in solitaria.
Il 27 settembre 1942 lo Stier si incontrò in pieno Atlantico con il rifornitore Tannenfels per fare il pieno di combustibile; poco dopo aver concluso le operazioni di rifornimento, la corsara avvistò un mercantile nemico, lo statunitense Stephen Hopkins di classe Liberty, e mosse per attaccarlo. Benché fosse armato con un unico cannone da 102 mm, lo Stephen Hopkins reagì all'attacco ingaggiando un serrato duello di artiglieria: lo Stier riuscì infine a colare a picco il mercantile, ma i colpi incassati scatenarono un violento incendio a bordo che iniziò ad avvicinarsi pericolosamente ai depositi di munizioni. Il comandante ordinò l'abbandono della nave, e i naufraghi tedeschi furono raccolti dal vicino Tannenfels; poco dopo essere stato sgombrato dall'equipaggio, lo Stier saltò in aria e affondò. Il Tannenfels rientrò quindi a Bordeaux l'8 novembre seguente.
Nel corso della sua breve carriera di incrociatore ausiliario, lo Stier affondò solo quattro navi per complessive 30 728 tonnellate di stazza, il risultato più misero tra tutte le navi corsare tedesche della seconda guerra mondiale.